# غزان (دلغان)
غزان (بالفارسية: گزان) هي قرية تقع في قسم جلغة تشاة هاشم الريفي (مقاطعة دلغان) في إيران. يقدر عدد سكانها بـ 41 نسمة بحسب إحصاء 2016.